# Haucourt (Seine-Maritime)
Pour les articles homonymes, voir Haucourt.
Haucourt est une commune française située dans le département de la Seine-Maritime en région Normandie et dans l'arrondissement de Dieppe.

## Géographie
Haucourt est entourée à l'ouest, par la commune de Gaillefontaine, au nord, par celle de Criquiers, au sud par celle de Grumesnil et à l'est par celle de Formerie. Elle est donc située en limite du département de l'Oise et de la région des Hauts-de-France.
Haucourt appartenait au canton de Forges les Eaux, rattaché depuis 2014 à celui de Gournay en Bray et appartenait à la communauté de communes du canton de Forges les Eaux, rattachée le 1er janvier 2017 à la communauté de communes des Quatre Rivières.
|                |                           | Criquiers     |
| Gaillefontaine | Haucourt                  | Formerie Oise |
|                | Saint-Michel-d'Halescourt | Grumesnil     |

### Hydrographie
La commune est située dans le bassin Seine-Normandie. Elle est drainée par le Thérain,.
Le Thérain, d'une longueur de 94 km, prend sa source dans la commune de Gaillefontaine et se jette  dans l'Oise à Saint-Leu-d'Esserent, après avoir traversé 43 communes. 

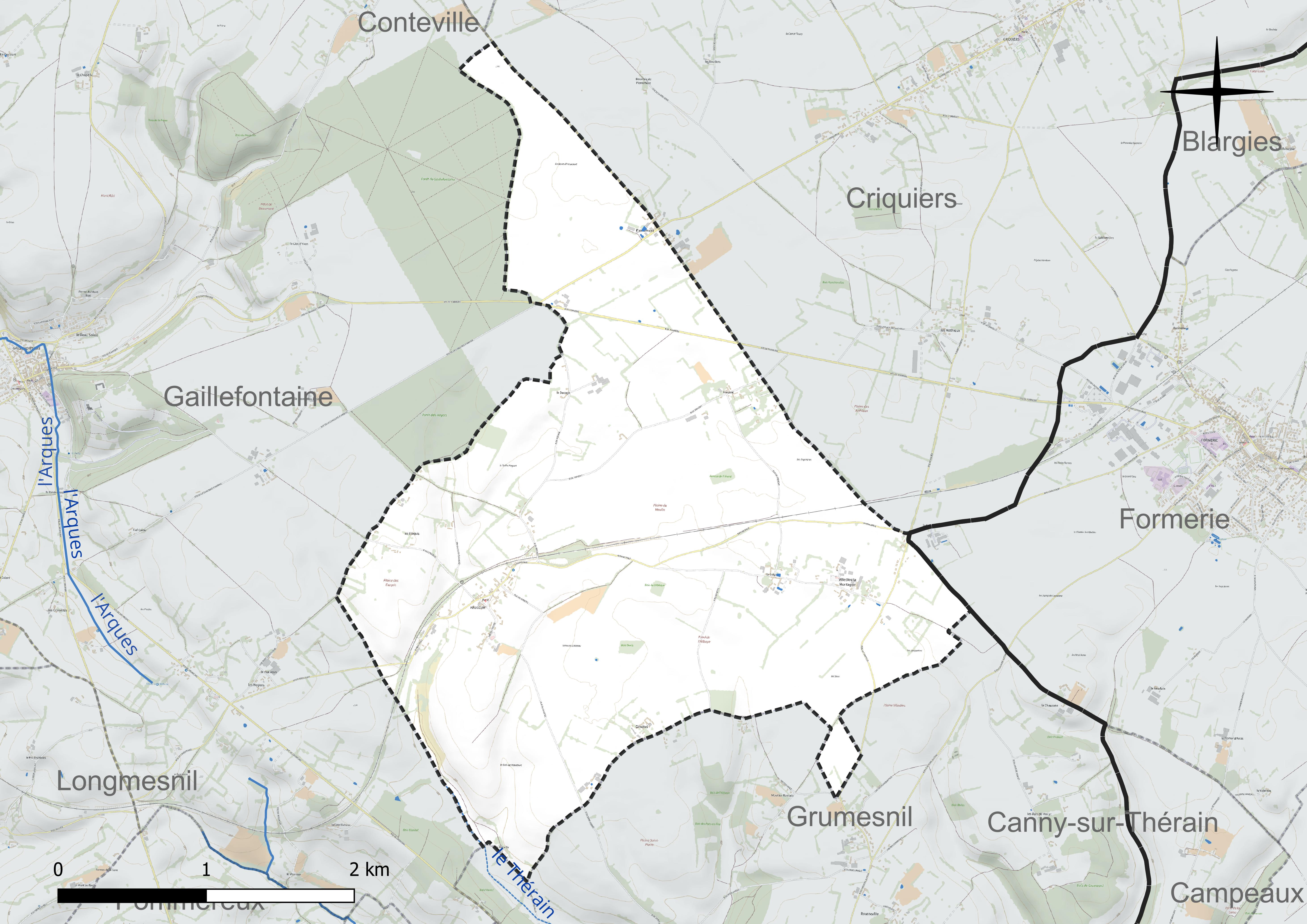
Réseau hydrographique d'Haucourt.

### Climat
Pour des articles plus généraux, voir Climat de la Normandie et Climat de la Seine-Maritime.
En 2010, le climat de la commune est de type climat océanique dégradé des plaines du Centre et du Nord, selon une étude du CNRS s'appuyant sur une série de données couvrant la période 1971-2000. En 2020, Météo-France publie une typologie des climats de la France métropolitaine dans laquelle la commune est exposée à un climat océanique et est dans la région climatique Côtes de la Manche orientale, caractérisée par un faible ensoleillement (1 550 h/an) ; forte humidité de l’air (plus de 20 h/jour avec humidité relative > 80 % en hiver), vents forts fréquents. Parallèlement le GIEC normand, un groupe régional d’experts sur le climat, différencie quant à lui, dans une étude de 2020, trois grands types de climats pour la région Normandie, nuancés à une échelle plus fine par les facteurs géographiques locaux. La commune est, selon ce zonage, exposée à un « climat contrasté des collines », correspondant au Pays de Bray, bien arrosé et frais.
Pour la période 1971-2000, la température annuelle moyenne est de 9,4 °C, avec une amplitude thermique annuelle de 14,4 °C. Le cumul annuel moyen de précipitations est de 886 mm, avec 13,1 jours de précipitations en janvier et 9,1 jours en juillet. Pour la période 1991-2020, la température moyenne annuelle observée sur la station météorologique la plus proche, située sur la commune de Forges-les-Eaux à 9 km à vol d'oiseau, est de 10,7 °C et le cumul annuel moyen de précipitations est de 860,1 mm,. Pour l'avenir, les paramètres climatiques de la commune estimés pour 2050 selon différents scénarios d’émission de gaz à effet de serre sont consultables sur un site dédié publié par Météo-France en novembre 2022.

## Urbanisme

### Typologie
Au 1er janvier 2024, Haucourt est catégorisée commune rurale à habitat très dispersé, selon la nouvelle grille communale de densité à sept niveaux définie par l'Insee en 2022.
Elle est située hors unité urbaine et hors attraction des villes,.

### Occupation des sols
L'occupation des sols de la commune, telle qu'elle ressort de la base de données européenne d’occupation biophysique des sols Corine Land Cover (CLC), est marquée par l'importance des territoires agricoles (97 % en 2018), une proportion identique à celle de 1990 (97 %). La répartition détaillée en 2018 est la suivante : 
terres arables (59 %), prairies (37,6 %), zones urbanisées (2,5 %), forêts (0,6 %), zones agricoles hétérogènes (0,4 %). L'évolution de l’occupation des sols de la commune et de ses infrastructures peut être observée sur les différentes représentations cartographiques du territoire : la carte de Cassini (XVIIIe siècle), la carte d'état-major (1820-1866) et les cartes ou photos aériennes de l'IGN pour la période actuelle (1950 à aujourd'hui).

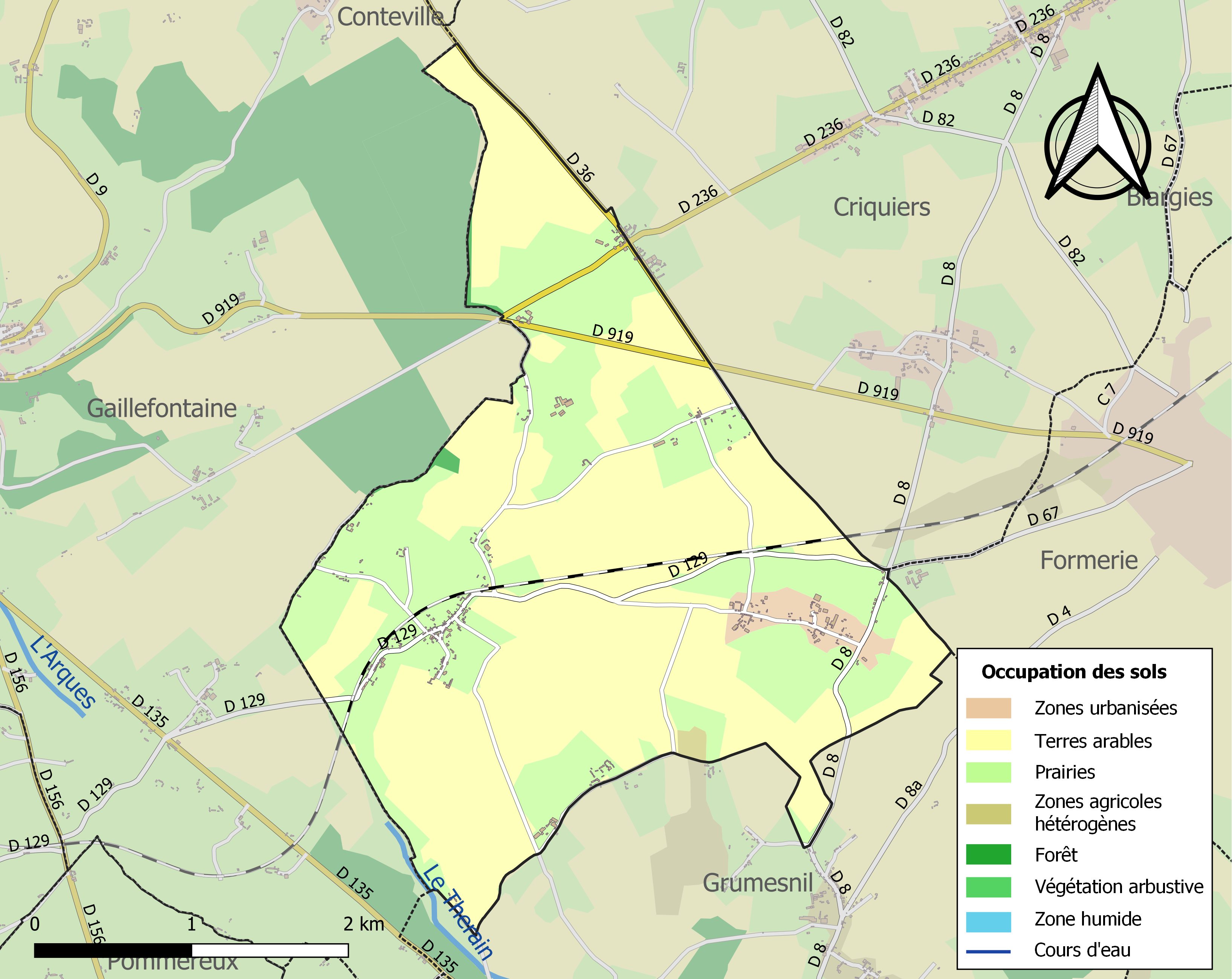
Carte des infrastructures et de l'occupation des sols de la commune en 2018 (CLC).

## Toponymie
Le nom de la localité est attesté sous les formes Hoencurt en 1142, Hugonis curie en 1188.
« La ferme sur une hauteur ».

## Histoire
La commune d'Haucourt a absorbé en 1824 celle de Villedieu-la-Montagne.

## Politique et administration
| Période                                  | Période                    | Identité                 | Étiquette | Qualité                        |
| ---------------------------------------- | -------------------------- | ------------------------ | --------- | ------------------------------ |
| Les données manquantes sont à compléter. |                            |                          |           |                                |
|                                          | 1857                       | Duputel                  |           |                                |
| 1857                                     |                            | Pierre-François Beaurain |           |                                |
|                                          |                            | Albert Lefebvre          |           |                                |
|                                          |                            | Raoul Tourtille          |           |                                |
| Les données manquantes sont à compléter. |                            |                          |           |                                |
|                                          | mars 1977                  | Alphonse Vaillant        |           | maire                          |
| mars 1977                                | juin 1995                  | Georges Guillemard       |           |                                |
| juin 1995                                | mars 2008                  | Georges Fleurbaey        |           |                                |
| mars 2008                                | En cours (au 10 août 2020) | Jean-Manuel Buquet       |           | Réélu pour le mandat 2020-2026 |

## Démographie
L'évolution du nombre d'habitants est connue à travers les recensements de la population effectués dans la commune depuis 1793. Pour les communes de moins de 10 000 habitants, une enquête de recensement portant sur toute la population est réalisée tous les cinq ans, les populations de référence des années intermédiaires étant quant à elles estimées par interpolation ou extrapolation. Pour la commune, le premier recensement exhaustif entrant dans le cadre du nouveau dispositif a été réalisé en 2007.

En 2022, la commune comptait 192 habitants, en évolution de −11,93 % par rapport à 2016 (Seine-Maritime : +0,35 %, France hors Mayotte : +2,11 %).
| 1793 | 1800 | 1806 | 1821 | 1831 | 1836 | 1841 | 1846 | 1851 |
| ---- | ---- | ---- | ---- | ---- | ---- | ---- | ---- | ---- |
| 332  | 366  | 371  | 363  | 446  | 424  | 428  | 404  | 390  |

| 1856 | 1861 | 1866 | 1872 | 1876 | 1881 | 1886 | 1891 | 1896 |
| ---- | ---- | ---- | ---- | ---- | ---- | ---- | ---- | ---- |
| 373  | 390  | 380  | 375  | 370  | 359  | 381  | 362  | 338  |

| 1901 | 1906 | 1911 | 1921 | 1926 | 1931 | 1936 | 1946 | 1954 |
| ---- | ---- | ---- | ---- | ---- | ---- | ---- | ---- | ---- |
| 330  | 318  | 349  | 328  | 314  | 319  | 288  | 320  | 303  |

| 1962 | 1968 | 1975 | 1982 | 1990 | 1999 | 2006 | 2007 | 2012 |
| ---- | ---- | ---- | ---- | ---- | ---- | ---- | ---- | ---- |
| 258  | 278  | 224  | 202  | 209  | 204  | 232  | 236  | 248  |

| 2017 | 2022 | - | - | - | - | - | - | - |
| ---- | ---- | - | - | - | - | - | - | - |
| 207  | 192  | - | - | - | - | - | - | - |

## Culture locale et patrimoine

### Lieux et monuments
- Église d'Haucourt,  construite en grande partie, au XIIe siècle[21].
- Le château de Haucourt (disparu) autrefois situé face au portail de l'église, en centre bourg. La seigneurie d'Haucourt appartenait au Moyen Âge à la famille d'Haucourt. En 1472, le château d'Haucourt est détruit par Charles le Téméraire, duc de Bourgogne, comme la localité voisine de Gaillefontaine. Il est ensuite reconstruit. En 1503, Françoise de Bailleul, fille de Jacques de Bailleul, seigneur de Saint Léger, et de Jeanne d'Haucourt, épouse Adrien de Mailly. En 1519, Françoise de Bailleul hérite de son grand-père, Lancelot d'Haucourt, gouverneur d'Abbeville[22]. Ce mariage fait entrer Haucourt dans une branche de la maison de Mailly[23], qui conserve Haucourt jusqu'à la Révolution. Vers 1790, le maréchal de Mailly  vend Haucourt aux dames Puissant, qui revendent le domaine en 1830 à Anne Louise Marie de Trie Pillavoine, veuve en premières noces de René François de Gaudechart et en secondes de Claude Marie, comte de Ruffo[24]. Il échut après elle, à son fils, René Ferdinand, marquis de Gaudechart (1787-1856), mort sans postérité, qui laisse Haucourt à son neveu, le comte de Valon[24]. Utilisé alors comme habitation par le fermier, le château d'Haucourt est laissé à l'abandon à partir de la fin du XIXe siècle, avant d'être démoli vers 1930. Son aspect est connu par des cartes postales anciennes. Il se composait d'un massif corps de logis édifié en brique et pierre aux XVe, XVIe et XVIIe siècles, surmonté d'une haute toiture. La façade vers l'église comportait une tour carrée engagée, surmontée d'un clocheton. Subsistent les piliers de l'entrée de la cour de la ferme (propriété privée).
- Commanderie de Villedieu-la-Montagne, au hameau de Villedieu la Montagne, ancienne commune rattachée à celle de Haucourt en 1824, restes d'une commanderie de l'Ordre de Malte, fondée au XIIe siècle par Hugues de Haucourt et confirmée par son fils, Guillaume de Haucourt[25]. Cette commanderie resta en fonction jusqu'à la Révolution. Elle comportait les terres et la seigneurie de Frettencourt et de Fourcigny, une maison à Aumale et la seigneurie de Fontaine-le-Dun[26]. Église de style roman, du XIIe siècle, ancienne chapelle de la commanderie. Restauration et animation par l'Association Villedieu-Haucourt. Ferme de la commanderie, attenante, comportant une tour hexagonale, à laquelle était autrefois accolé un corps de logis, ancienne habitation du commandeur. L'église de Villedieu, ses fonts baptismaux et la tour de la commanderie sont inscrits à l'Inventaire supplémentaire des Monuments Historiques depuis un arrêté du 1er septembre 1992. La ferme de la Commanderie est propriété privée.

### Personnalités liées à la commune
- Antoine d'Haucourt est qualifié, dans une charte de 1491 par Guy XV de Laval, dans le Maine, de cousin et gouverneur pour le comte de Laval de l'ensemble de ses terres situées en Normandie et en Picardie. Il est le dernier descendant, en ligne mâle, d'une antique et brillante maison de chevalerie. La maison d'Haucourt était considérée parmi les plus anciennes du royaume de France.
- Après Antoine d'Haucourt, la branche aînée de cette maison tombera dans celle de Mailly qui héritera du nom et de la terre d'Haucourt.
- Augustin Joseph de Mailly, marquis d'Haucourt, maréchal de France, baptisé à Haucourt le 16 août 1713.